# Кротов, Михаил Иванович
Михаил Иванович Кротов (1916—2006) — Гвардии старшина Рабоче-крестьянской Красной Армии, участник Великой Отечественной войны, Герой Советского Союза (1944).

## Биография
Михаил Кротов родился 18 сентября 1916 года в деревне Почезерье Пинежского уезда Архангельской губернии (ныне Пинежского района Архангельской области). После окончания начальной школы работал сначала сцепщиком, затем трактористом в леспромхозе. В январе 1942 года Кротов был призван на службу в Рабоче-крестьянскую Красную Армию. После окончания курсов механиков-водителей танков он был направлен на фронт Великой Отечественной войны. Был ранен. К июлю 1944 года гвардии старшина Михаил Кротов был механиком-водителем танка 68-го гвардейского танкового полка 20-й гвардейской механизированной бригады 8-го гвардейского механизированного корпуса 1-й гвардейской танковой армии 1-го Украинского фронта. Отличился во время освобождения Польши.
17 июля 1944 года Кротов, ворвавшись на своём танке в населённый пункт Переспа Люблинского воеводства, раздавил гусеницами артиллерийское орудие и два миномёта, что вызвало паническое бегство противника, бросившего 2 танка, 2 самоходных артиллерийских орудия. Всего же за период наступления экипаж Кротова уничтожил 3 танка, 2 САУ «Фердинанд», 4 крупнокалиберных орудия, 4 железнодорожных эшелона с боеприпасами и топливом, а также взял в плен 27 вражеских солдат и офицеров.
Указом Президиума Верховного Совета СССР от 23 сентября 1944 года за «образцовое выполнение заданий командования и проявленные мужество и героизм в боях с немецкими захватчиками» гвардии старшина Михаил Кротов был удостоен высокого звания Героя Советского Союза с вручением ордена Ленина и медали «Золотая Звезда» за номером 4586.
Участвовал в штурме Берлина, оставил подпись на рейхстаге. После окончания войны Кротов был демобилизован. Окончил Архангельский лесомеханический техникум. Проживал в Москве. Скончался 29 октября 2006 года, похоронен в деревне Садки Истринского района Московской области.
Был также награждён орденами Красного Знамени, Отечественной войны 1-й и 2-й степеней, двумя орденами Красной Звезды, рядом медалей.